# Juncus alpinoarticulatus
Juncus alpinoarticulatus (ситник альпійськочленистий або ситник альпійськоколінчастий або ситник колінчастий) — вид багаторічних кореневищних трав'яних рослин родини ситникові (Juncaceae). Етимологія: лат. alpinus — «гірський», лат. articulatus — «зчленований» Росте на болотах, заболочених та сирих луках, по берегах потоків, напівпротічних водойм України. Вид потребує охорони в межах Львівської області.

## Опис
Багаторічні трав’яні рослини, 15-50 (80) см заввишки, з повзучими кореневищами. Стебла прямостоячі, округлі або дещо стиснуті. Листки циліндричні, дещо сплющені, з поперечними перетинками (погано помітні). Суцвіття зонтикоподібно-волотеподібні. Листочки оцвітини більш-менш рівні між собою, яйцеподібні або видовжено-ланцетні, (1,5) 2,0-3,0 (3,8) мм завдовжки, каштанові або майже чорні, з перетинчастими краями, на верхівці тупі, зовнішні з шипиком. Тичинок 6. Маточка 1. Плід - коробочка, (2,0) 2,8-3,5 (3,8) мм завдовжки, каштанові або чорно-бурі, блискучі, на верхівці округлі, з коротким носиком, дещо довші від оцвітини. Насінини довгасті або видовжено-яйцеподібні, 0,4-0,7 мм завдовжки, темно-бурі, каштанові . 2n=40, 80.

## Поширення
Вид поширений у холодних і помірних зонах північної півкулі: Європа, Марокко, Азія (Росія, Туреччина, Монголія, Вірменія, Азербайджан, Грузія), Північна Америка (Гренландія, США, Канада). Населяє вологі луки, болота й береги водойм. 

## Галерея

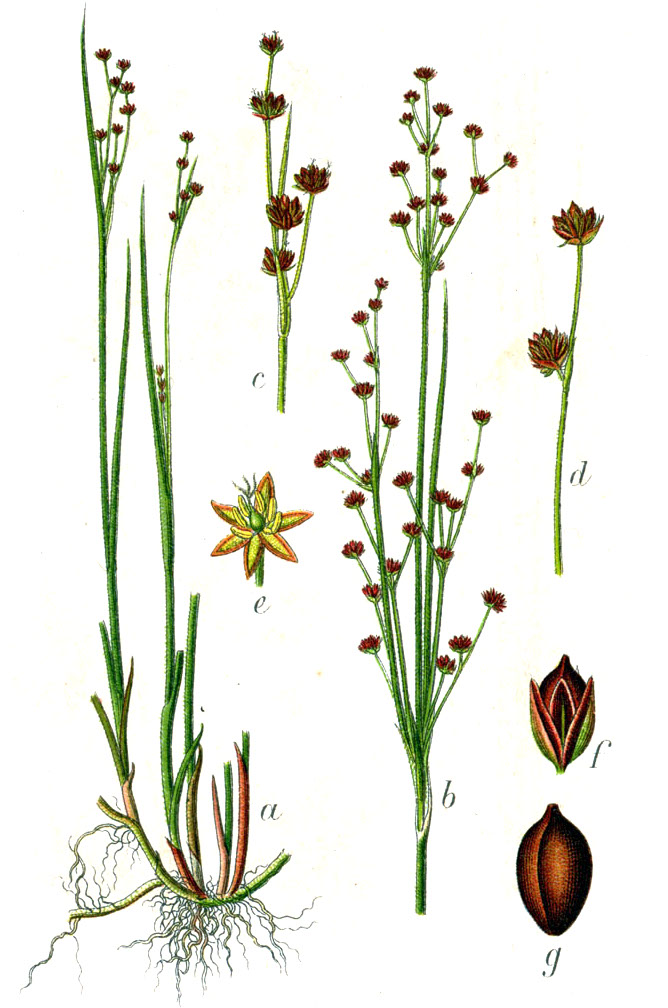
ілюстрація